# Polyrhachis latreillii
Polyrhachis latreillii is een mierensoort uit de onderfamilie van de schubmieren (Formicinae). De wetenschappelijke naam van de soort is voor het eerst geldig gepubliceerd in 1838 door Guérin-Méneville.